# Wisława Samulska-Skłodowska
Wisława Samulska-Skłodowska (ur. 10 kwietnia 1926 w Warszawie, zm. 31 grudnia 2017) – polska lekarka, sanitariuszka w czasie powstania warszawskiego.

## Życiorys
Córka Tadeusza Samulskiego i Leokadii Gromczyk. Uczęszczała do szkoły ss. Zmartwychwstanek na Żoliborzu oraz III Gimnazjum i Liceum im. Marii Konopnickiej, na kompletach do 1944 roku. Jako harcerka należała do XII drużyny ZHP im. Marii Curie-Skłodowskiej.
Od 1940 należała do Konfederacji Narodu, brała udział m.in. w rozpoznawaniu niemieckich obiektów wojskowych, przeszła też szkolenie wojskowe i sanitarne. Odbyła praktyki medyczne w Szpitalu Dzieciątka Jezus oraz w prywatnym gabinecie lekarskim przy ul. Widok. Od 1943 należała do Armii Krajowej. Podczas powstania warszawskiego opiekowała się rannymi w Szpitalu Karola i Marii, skąd w nocy z 6 na 7 sierpnia przeszła do Szpitala Wolskiego. Stamtąd wraz z rannymi wyjechała do Pyr, a następnie do Brwinowa.
Maturę zdała w 1945-46 w Łodzi, po czym rozpoczęła studia na Wydziale Lekarskim Uniwersytetu Warszawskiego. Dyplom uzyskała w 1952. Przez 11 lat pracowała w Światowym Związku Żołnierzy Armii Krajowej, od 1 lipca 2008 była przewodnikiem-wolontariuszem w Muzeum Powstania Warszawskiego.